# ديه هنت
ديه هنت (بالإنجليزية: Des Hunt)‏ هو كاتب وكاتب للأطفال نيوزيلندي، ولد في 1941 في بالميرستون نورث في نيوزيلندا.